# آلکساندر شیروانزاده
آلکساندر میناسی مووسسیان ارمنی: Ալեքսանդր Մինասի Մովսիսյան با نام ادبی آلکساندر شیروانزاده (ارمنی: Ալեքսանդր Շիրվանզադե) رمان‌نویس و نمایشنامه‌نویس اهل ارمنستان بود

## زندگی‌نامه
شیروانزاده در سال ۱۸۵۸ در شاماخی به دنیا آمد. نام اصلی او آلکساندر میناسی مووسسیان است اما در دنیای ادب به شیروانزاده مشهور شده‌است. تحصیلات نخستین خود را در مکتب‌های زادگاهش طی کرد و در سال ۱۸۷۲ مقارن با زلزله در شهر شاماخی تحول بزرگی در زندگیش حاصل شد و در پانزده سالگی به حکم اجبار وارد زندگی اجتماعی شد و درصدد تجسس شغل برای امرار معاش خود و خانواده اش برآمد.
مدت سه سال در زادگاه‌ش به کارهای مختلف دست زد تا عاقبت در سال ۱۸۷۶ برای کسب شغل مناسب تر عازم باکو شهر صنعتی طلای سیاه گشت باکو در آن زمان از نظر منابع نفت اهمیت فراوان داشت و به همین دلیل هم تجار نفت و هم کارمندان و کارگران به آنجا روی آورده بودند.
آلکساندر نخست در استانداری آنجا به عنوان منشی و کتابدار استخدام شد و پس از چندی به سمت حسابدار در یکی از شرکت‌های نفت به استخدام درآمد. وی ضمن اشتغال از مطالعه آثار ادبی نویسندگان خارجی و ارمنی غافل نشد. از ادبیات ارمنی بیشتر نوشته‌های آبوویان، نالباندیان، پروشیان، رافی و سندوکیان را مطالعه کرد. آثار این پیش‌قدمان ادبیات جدید در روحیه و افکار شیروانزاده تأثیر فراوان گذاشت و کم‌کم خود شروع به نوشتن نمود. ابتدا به زبان روسی نوشت و بعدا با جراید و مطبوعات ارمنی چون «مشاک» و «مقو‌هایاستانی» همکاری آغاز کرد.
اولین اثر شیروانزاده بنام «حریق در کارگاه نفت» در سال ۱۸۸۳ در نشریه «مشاک» بچاپ رسید. در همین هنگام به تفلیس رفت و در آنجا بیشتر بنوشتن و خلق آثار هنری و ادبی پرداخت و دومین داستان خود را به نام «از دفتر خاطرات یک کارمند» منتشر کرد و شهرت فراوانی پیدا کرد.
شیروانزاده از سال ۱۸۸۵ به بعد نوشته‌های خود را یکی پس از دیگری به طبع رساند و در تمام آن‌ها گوشه‌های تاریک ولی توأم با حقیقت زندگی افراد بدبخت اجتماع را با زبان روان و ساده و با مهارتی خاص با کلمه نقاشی کرد و بروی کاغذ ریخت.
وی در سال ۱۹۰۵ بپاریس سفر کرد و مدت پنج سال در آن سامان رحل اقامت افکند و به مطالعه تاریخ و ادبیات پرداخت و آثاری نیز در آنجا برشته تحریر درآورد و در سال ۱۹۱۱ به ارمنستان بازگشت و در همین سال بود که دولت و ملت ارمنستان سی امین سال خدمات ادبی و هنری او را جشن گرفتند به همین مناسبت در ارمنستان غربی نیز مجموعه‌ای زیبا بنام «شیروانزاده و آثار او» بچاپ رسید. هشت سال بعد بار دیگر به سیر و سیاحت پرداخت و مدت هفت سال از کشورهای مختلف اروپا و آمریکا دیدن کرد و بالاخره نویسنده بزرگ و سالخورده در سال ۱۹۳۰ برای گذراندن آخرین سال‌های حیاتش به ارمنستانم مراجعت کرد و در همین سال پنجاهمین سال خدمات فرهنگی و ی با شکوه فراوان برگزار شد و از طرف جمهوری‌های ارمنستان و آذربایجان شوروی به او لقب نویسندهٔ ملی داده شد.
شیروانزاده در سال ۱۹۳۵ بدرود حیات گفت. پیکرش در پانتئون ارامنه (آرامگاه نویسندگان و شاعران) به خاک سپرده شد.

## آثار
در سنوات میان سال‌های ۱۹۵۲–۱۹۶۲ کلیه نوشته‌های شیروانزاده در ده جلد قطور و زیبا در ارمنستان طبع و انتشار یافت. باید دانست که بسیاری از آثار و نوشته‌های شیروانزاده اعم از داستان‌ها و نمایش‌های وی بزبان‌های روسی، فرانسه، آذری، گرجی، فارسی، لهستانی، چکی، اوکراینی و انگلیسی ترجمه شده‌است.چند اثر از شیروانزاده در رشت توسط گریگور یقیکیان به نمایش درآمد.
آثار ادبی شیروانزاده:

### رمان‌ها و داستان‌ها
- «حریق در کارگاه نفت»
- «دوشیزه لیزا»
- «برزخ»
- «دیوانه»
- «آتش»
- «روح شیطان»
- «آرتیست» (۱۹۰۱) (ترجمه به فارسی توسط آرا ج‍ه‍ان‍س)
- «کدام مادر اوست»
- «فاطمه و اسد» (۱۸۸۸)
- «پدر و پسر»
- «صبر کن»
- «آلینا»

### نمایش‌نامه‌ها
نمایش‌نامه‌های ارزشمند وی که امروزه هم دارای ارزش فراوان می‌باشد عبارتنداز:
- «شاهزاده خانم» (۱۸۹۲)
- «یوگینه» (۱۹۰۱)
- «آیا حق داشت» (۱۹۰۳)
- «برای شرف» (۱۹۰۵)
- «برفراز ویرانه‌ها» (۱۹۱۲)
- «کمدی شارلاتان» (۱۹۱۲)
- «برباد رفته» (۱۹۱۴)
- «ناموس» (۱۹۱۶)

### خاطرات
که مشتمل بر یادبودهای تلخ و شیرین زندگی نویسنده استو اولین بخش آن در سال ۱۹۳۰ و دومین بخش آن در سال ۱۹۳۲ بچاپ رسید